# 6-endo-idrossicineolo deidrogenasi
La 6-endo-idrossicineolo deidrogenasi è un enzima appartenente alla classe delle ossidoreduttasi, che catalizza la seguente reazione:
6-endo-idrossicineolo + NAD+ ⇄ 6-ossocineolo + NADH + H+